# Gerbillus aquilus
Espèce
Statut de conservation UICN

 LC  : Préoccupation mineure
Gerbillus aquilus ou Gerbillus (Gerbillus) aquilus est une espèce qui fait partie des rongeurs. C'est une gerbille de la famille des Muridés.

## Distribution
Cette espèce se rencontre dans l'est de l'Iran, dans le sud de l'Afghanistan et dans les plaines de l'ouest du Pakistan.

## Publication originale
- Schlitter & Setzer, 1972 : New rodents (Mammalia: Cricetidae, Muridae) from Iran and Pakistan. Proceedings of the Biological Society of Washington, vol. 86, n. 14, p. 163-173.